# SN 2009lu
SN 2009lu – supernowa typu Ia odkryta 20 listopada 2009 roku w galaktyce M-01-28-05. W momencie odkrycia miała maksymalną jasność 18,00m.